# Blooming Valley
Blooming Valley is een plaats (borough) in de Amerikaanse staat Pennsylvania, en valt bestuurlijk gezien onder Crawford County.

## Demografie
Bij de volkstelling in 2000 werd het aantal inwoners vastgesteld op 378.
In 2006 is het aantal inwoners door het United States Census Bureau geschat op 452, een stijging van 74 (19,6%).

## Geografie
Volgens het United States Census Bureau beslaat de plaats een oppervlakte van
5,1 km², waarvan 5,0 km² land en 0,1 km² water. Blooming Valley ligt op ongeveer 418 m boven zeeniveau.

## Plaatsen in de nabije omgeving
De onderstaande figuur toont nabijgelegen plaatsen in een straal van 12 km rond Blooming Valley.